# Кросниця (Малопольське воєводство)
Кросьниця (пол. Krośnica) — село в Польщі, у гміні Коростенко-над-Дунайцем Новоторзького повіту Малопольського воєводства.
Населення — 1084 особи (2011).

## Географія
Селом протікає річка Кросьниця.

## Демографія
Демографічна структура станом на 31 березня 2011 року:
|          | Загалом | Допрацездатний вік | Працездатний вік | Постпрацездатний вік |
| -------- | ------- | ------------------ | ---------------- | -------------------- |
| Чоловіки | 527     | 122                | 358              | 47                   |
| Жінки    | 557     | 151                | 308              | 98                   |
| Разом    | 1084    | 273                | 666              | 145                  |